# Национално знаме на Сърбия
Знамето на Сърбия представлява трибагреник, състоящ се от три цвята: червен, син и бял, разположени в този ред от горе надолу, с герба на Сърбия в средата на знамето, отместен на 1/7 от центъра към носещата част. Съотношението между широчината и дължината на знамето е 1:2. За граждански цели се използва гражданското знаме, което има същата форма, но без герб.
Знаме с цветовете синьо, бяло и червено е използвано за първи път по време на въстанието срещу Османската империя през 1804 г. Цветовете са заимствани от руското знаме, но в различен ред. Тези цветове са познати като панславянските цветове и са характерните за голяма част от славянските народи. Това знаме е официално признато от султана през 1835 г., а няколко години след придобиване на пълна независимост от Османската империя то е прието за държавно знаме на Сърбия през 1882 г.

## История
Данни за най-старото описано знаме на средновековно сръбско царство датират от 1281 г. и се намират в архивите на Дубровнишката република. В описанието на съкровищницата на цар Стефан Владислав I (1234 – 1243) се изброява като елемент и vexillum unum de zendato rubeo et blavo – „знаме на червена и синя тъкан“ (zendato в средновековните сръбски ръкописи е вид лека копринена тъкан). Тъй като не съществува подробно описание на знамето, се приема, че то е било правоъгълно платнище с две еднакви по ширина полета в син и червен цвят. Въпреки че може да била всякаква друга форма, тази представа за правоъгълно знаме надделява в съвременното схващане и има влияние върху при избора на някои регионални и политически знамена в Сърбия.
Най-старото знаме на Сърбия, за което съществува графическо изображение, е жълто знаме с червен двуглав орел. Изображението датира от 1339 г. върху морска карта на Балканския полуостров от XIV век, която днес се съхранява в Националната библиотека на Франция. Знамето е изобразено на картата в близост до град Скопие и до дръжката е записано името на Сърбия (Seruja).
По време на първото въстание против османската власт в началото на XIX век, сърбите използват множество различни знамена в различни бяло-синьо-червени варианти, така че е трудно да се определи някакъв доминиращ вариант. Повечето от тези знамена били използвани и по време на второто въстание през 1815 г., но се появява и едно ново, което се отличава от останалите. То е бяло знаме с червен гръцки кръст в центъра, което се носи от Милош Обренович.
- Знаме на първото въстание от 1804 г.
- Сръбски трикольор от времето на първото сръбско въстание
- Знаме от първото сръбско въстание 1807 г.
- Знаме от второто сръбско въстание 1815 г.

Първото съвременно знаме на Сърбия е описано в първата Конституция на Сърбия от 1835 г., като червено-бяло-стоманено тъмно (црвена, бѣла и челикасто-угасита). Това е единственото знаме, при което цветовете са определени в този ред, а не червено-синьо-бяло. Конституцията от 1835 г. обаче е в сила само няколко месеца, тъй като е подложена на критики от Османската империя, Австро-Унгария и Русия, като прекалено либерална, а знамето се приема като много близко до революционното знаме на Франция. Скоро след това Милош Обренович изисква от Високата порта новата конституция да съдържа член за знамето и герба. С ферман от 1835 г. султанът позволява на сърбите да използват тогавашното морско знаме в червено-синьо-бяла подредба, което е и първата поява на цветове, останали до днес. Съществуват основания да се предполага, че това знаме е производно от знамето на Русия, но няма конкретни потвърждения за това.
Знамето, прието през 1835 г., се използва като държавно знаме на Сърбия до 1918 г., когато Сърбия влиза в състава на Кралството на сърби, хървати и словенци, а по-късно и Югославия. След разпадането на Социалистическа Югославия през 1992 г., Съюзна република Югославия през 2003 г. и на Държавната общност на Сърбия и Черна гора, през 2006 г. Сърбия приема отново знамето, което използва до 1918 г.

### Знаме през годините
- (1233 – 1243)
- 1339
- Първото знаме на Сърбия, 1835
- Знаме на Княжество Сърбия, 1835 – 1882
- Знаме на Кралство Сърбия, 1882 – 1918
- 1941 – 1944
- Знаме на сръбските партизани (1943 – 1945)
- (1945 – 1992)
- (1992 – 2004)
- (2004 – 2010)
- (2010 – настояще)

## Дизайн
На знамето са разположени хоризонтално в следната последователност (от горе надолу) – червен, син и бял цвят. Всеки цвят заема една трета от широчината на знамето. Малкият вариант на сръбския герб е разположен върху знамето така, че средата му е изместена от центъра на знамето (в който се пресичат диагоналите) на разстояние 1/7 от дължината. Горната част на герба (короната) се намира в червеното поле на знамето, а долната част на герба – щитът, почва от ръба на червеното и се разполага върху синьото и бялото поле на знамето. Гербът заема 1/4 от дължината на знамето и 1/2 от височината му.
Описанието е записано в Закона за вида и употребата на Герба, Знамето и Химна на Република Сърбия.

Чл. 18 (1) Държавното знаме е хоризонтален трибагреник с цветове от горе на долу: червен, син и бял, а върху тях е изобразен малкият герб изместен от центъра с 1/7 от дължината на знамето.

Цветовете и детайлите на знамето на Сърбия са определени в наредба на парламента на Република Сърбия, като цветовете са дефинирани чрез цветовите схеми Pantone, CMYK и RGB
| Цвят | Официален цветови модел | RGB цветови модел | HEX цветови модел |
| ---- | ----------------------- | ----------------- | ----------------- |
|      | Pantone 192C            | (198, 54, 60)     | #C6363C           |
|      | Pantone 280C            | (12, 64, 118)     | #0C4076           |
|      | —                       | (255, 255, 255)   | #FFFFFF           |
|      | Pantone 123C            | (237, 185, 46)    | #EDB92E           |
|      |                         | (0, 0, 0)         | #                 |
|      |                         | (0, 0, 0)         | #                 |

## Употреба
Според Закона за вида и употребата на Герба, Знамето и Химна на Република Сърбия, държавното знаме трябва да се издига постоянно над сградите на държавните органи. То трябва да се издига също на главния вход на сградата на Скупщината по време на сесия на парламента, както и по време на националния празник на Република Сърбия. То трябва да се издига и на главния вход на сградите на органите на провинциалната автономия и местното самоуправление и обществените услуги на държавния празник на Република Сърбия. Държавното знаме се използва на борда на въздухоплавателните средства, кораби или други плавателни съдове, за да се посочи принадлежността им към Република Сърбия при условията и по начините, посочени в специални разпоредби. Държавният флаг се поставя в избирателните секции в деня на изборите за държавните органи.
Държавното знаме се използва също при тържества и други церемониални прояви, които официално отбелязват събития, значими за Република Сърбия, както и на международни срещи, състезания и други мероприятия (политически, научни, културно-артистични, спортни и др.), на които Република Сърбия участва или е представена, в съответствие с правилата и практиката на провеждане на такива срещи;
Гражданското знаме се издига постоянно на главния вход на сградата на Скупщината и на главния вход към сградите на органите на провинциалната автономия и местното самоуправление и обществените служби. Гражданското знаме се поставя в избирателните секции в деня на изборите за органите на провинциалната автономия и местното самоуправление. Гражданското знаме се използва също така по време на празненства, тържества и други културни, спортни и подобни прояви.